# Ecohumanismo

Partido de Centro da Suécia.

Ecohumanismo é a ideologia histórica do Partido de Centro da Suécia e da Juventude do Partido de Centro da Suécia. No seu programa político, a Juventude mencionou o ecohumanismo como uma "ideologia social-liberal verde". O conceito de liberal era anteriormente polémico dentro da Juventude do Partido de Centro, mas na década de 1990 foi aceite como um termo parcial para sua própria ideologia. O termo foi cunhado em 1983 pelo historiador Hans Albin Larsson no seu livro Grön idé: ekohumanism (Ideia verde: ecohumanismo), que foi escrito em nome do conselho do Partido de Centro da Suécia. Foi complementado pelo ex-deputado Erik A. Egervärn e no âmbito de escritos renovados de programas partidários.

## Definição
Em Grön idé: ekohumanism, de 1983, afirma-se que o livro contém "uma descrição concisa e com princípios de um sistema de ideias, humanismo (de ecologia e humanismo) que, ao contrário das ideologias clássicas, pode combinar ideais de liberdade, segurança, gestão de recursos, igualdade e solidariedade". Diz-se que o sistema de ideias se desenvolveu com os partidos do centro nórdico durante o século XX, embora não tenha sido formulado em nenhum contexto até então.
O ecohumanismo combina o respeito do humanismo pela dignidade humana e a crença nas possibilidades de cada pessoa com as percepções da ecologia sobre as condições que a natureza oferece ao homem e à sociedade. Por meio da descentralização, o indivíduo deve ser protegido contra os abusos do Estado de sua autodeterminação. Aqueles afetados por um problema devem tomar a decisão de como resolvê-lo juntos, em vez de outra pessoa decidir por eles.
Outra área importante é o conflito de interesses próprios com o meio ambiente. Os ecohumanistas consideram de extrema importância que uma perspectiva a longo prazo forme a base de como os recursos finitos são utilizados, tanto a exploração de valores naturais quanto culturais recebem estruturas sociais e ecológicas.
Erik A. Egervärn, ex-deputado do Partido de Centro da Suécia, resumiu o conceito de ecohumanismo com as palavras:
| “                                                  | O ecohumanismo é uma ideia-base natural para um partido com raízes na sociedade camponesa. A visão interna do fazendeiro sobre a agricultura sem consumir envolve uma abordagem ecológica. O individualismo do agricultor e a crença na própria capacidade, vinculados às demandas rurais de cooperação, são emanações de um humanismo com responsabilidade e solidariedade coletiva. | ” |
| — Erik A. Egervärn, Politisk tidskrift, nr 3, 1985 | |   |